# Breithorn (Steinernes Meer)
De Breithorn is een berg in de deelstaat Salzburg, Oostenrijk. De berg heeft een hoogte van 2504 meter.
De Breithorn is onderdeel van het Steinernes Meer, dat weer deel uitmaakt van de Berchtesgadener Alpen.